# Amplifon
Amplifon est une entreprise italienne spécialisée dans l'appareillage auditif, cotée depuis 2001 à la bourse de Milan.

## Historique
La société Amplifon Srl a été créée à Milan en 1950 par Algernon Charles Holland. Amplifon est une société spécialisée dans l'appareillage auditif des malentendants.
En 1971 que la société Amplifon crée son propre centre de recherche et développement pour développer la recherche sur l'audition et l'otologie.
Durant les années 1990, Amplifon va se développer rapidement sur les marchés internationaux, d'abord avec l'exportation de ses produits puis, avec le rachat de fabricants locaux en 1992 avec son premier rachat de société. En 1998, la société devenue une société anonyme et un groupe, s'implante aux États-Unis et au Canada où elle rachète les fabricants Miracle Ear, Elite et Sonus.  
En 1996, Amplifon lance sur le marché la première prothèse auditive digitale.
En juillet 2021, Amplifon annonce l'acquisition de Bay Audio, une entreprise australienne, ayant plus de 100 agences, pour 340 millions d'euros.

## Activité
Elle couvre le secteur avec la production des appareils auditifs électroniques destinés aux personnes mais également est producteurs d'appareils pour les diagnostics médicaux relatifs à l'audition.
Dans les centres auditifs de cette enseigne, les audioprothésistes et audioprothésistes pédiatriques proposent un vaste choix de solutions auditives comme des contours d’oreille, des intra-auriculaires, des mini-contours et des appareils auditifs à port prolongé 100 % invisibles. Sont également en vente des accessoires d’aide à la communication (téléphones amplifiés, casque d'écoute TV, ...). Historiquement, c'est l'une des premières sociétés à s'engager dans le domaine de la correction de la presbyacousie, et aujourd'hui, le groupe est le leader mondial de l'appareillage auditif.
Amplifon compte 10 000 points de vente et 14 000 collaborateurs dans 21 pays dans le monde  : Italie, France, Pays-Bas, Allemagne, Royaume-Uni, Irlande, Espagne, Portugal, Suisse, Belgique, Luxembourg, Hongrie, Pologne, Israël, Turquie, États-Unis, Canada, Australie, Nouvelle-Zélande, Inde et Égypte. Le groupe détient une part du marché mondial de 14%. La société compte plus d'une centaine de sociétés filiales à travers le monde. Aujourd'hui, Amplifon est le leader sur le marché français des prothèses auditives avec une part de marché s'élevant à 14 % et plus de 630 points de vente.
Depuis sa création, le groupe investit dans la recherche en soutenant et en diffusant des études ORL via la fondation CRSA. Il développe également  des outils aidant les personnes appareillées à tirer le meilleur profit de leur aide auditive (programmes LAARA et AmpliLog).

## Les différentes marques du groupe
- Amplifon : marque originelle, née en Italie en 1950 et distribuée dans 14 pays, le haut de gamme,
- Beter Horen : marque hollandaise centenaire, rachetée en 2003,
- Miracle Ear : marque du réseau de franchisés aux États-Unis, rachetée en 1998,
- National Hearling Care : marque de haut de gamme en Australie, rachetée en 2010 avec son réseau de distribution,
- Bay Audiology : marque historique en Nouvelle-Zélande, rachetée en 2010,
- Maxtone : marque du premier réseau de distribution en Turquie, rachetée en 2012,
- Medtechnica Orthophone : leader de l'appareillage auditif en Israël, racheté en 2014,
- Dilworth Hearing : marque réputée en Nouvelle-Zélande pour son modèle "médical", rachetée en 2015